# Национална търговска гимназия
Националната търговска гимназия в град Пловдив е основана през 1910 година по инициатива на Пловдивската търговско-индустриална камара.

## История
След откриване на учебната година на 15 септември 1910 г. големият проблем е сградата на училището. Първоначално е наета частната къща на д-р Византиус на Хълма на играчите (Джамбазтепе), но не била никак удобна за целта, например, в банята се помещавала лабораторията по химия. През 1912 г. гимназията се премества в дома на Иван Душев на Часовниковия хълм (Сахаттепе). През 1925 и 1926 год, гимзията се помещана в сградата на Андон Станев, на ул. Л. Странгфорд.
През 1911 г. Пловдивската търговско-индустриална камара поставя началото на фонд „Постройка на търговска гимназия“. Община Пловдив решава да даде място за строеж в размер на 8400 кв. м в югоизточния край на Хълма на изворите (Бунарджика).
На 26 февруари 1926 г. се полага основният камък на сградата, по проект на видните български архитекти Димитър Попов и Лазар Нанчев. В началото на учебната 1927/ 1928 г. гимназията се нанася в новопостроената сграда. Тя е строена солидно, с оглед да се задоволят нуждите на гимназията, на 3 етажа и повече от 1000 m² застроена площ. От същата учебна година се открива и Практическо търговско училище, което носи името на тогавашния председател на Търговско-индустриалната камара – Стефан Обрейков, заради неговото крупно дарение.
След Втората Световна война сградата е взета за военна болница, а по-късно е използвана за занятията на Пловдивския Държавен университет. През това време учениците от гимназията (преименувана междувременно на „Икономически техникум“) учат в прогимназия „Карнеги“ в квартал „Гроздов пазар“. Години по-късно сградата е върната на изконния си притежател и днес тя е сред най-представителните и поддържани сгради, като средствата за модернизирането и освежаването ѝ са събирани от спонсори.
- Национална търговска гимназия (задна част)

## Директори
- Евтим Дабев (1910 – 1927)
- Петър Малчев (1927 – 1939)
- Павел Нончев (1939 – 1942)
- Янко Манолов (1942 – 1944)
- Христо Алексиев (1944 – 1953)
- Кирил Иванов (1953 – 1955)
- Костадин Вълчев (1955 – 1957)
- Елена Димитрова (1957 – 1965)
- Иван Герасимов (1965 – 1970)
- Михаил Сребринов (1970 – 1985)
- Христина Поборникова (1985 – 1989)
- Юлия Юрдекова (1989 – 2008)
- Славейка Иванова (2008 – 2020)
- Веселка Цекова (2020 - 2024)
- Петя Герасимова (от 2024 - до момента)